# Kyösti Kallio
Kyösti Kallio (phát âm tiếng Phần Lan: [kyøsti kɑlːio], 10 tháng 4 năm 1873 - 19 tháng 12 năm 1940) là Tổng thống thứ tư của Phần Lan (1937-1940). Ông là một nhà lãnh đạo nổi bật của Liên đoàn Nông nghiệp, và từng làm Thủ tướng bốn lần và Chủ tịch Quốc hội sáu lần.

## Tiểu sử
Kyösti Kallio, ban đầu là Gustaf Kalliokangas (phát âm tiếng Thụy Điển forename: [ɡʉstɑːv], phát âm của họ ở Phần Lan: [kɑlːiokɑŋːɑs]) sinh tại Ylivieska, Phần Lan. Cha ông là một nông dân và là một chính trị gia địa phương nổi bật.